# Dennis Knight
Dennis Knight (nacido en 26 de diciembre de 1968) es un luchador profesional estadounidense retirado más conocido por su trabajo en la World Wrestling Federation por sus nombres artísticos Phineas I. Godwinn y Mideon.

## Carrera

### World Wrestling Federation
En 1996, Knight se reunió con Mark Canterbury y fue renombrado Phineas I. Godwinn, entrando en la WWF. El gimmick del dúo era de dos primos granjeros, y fueron conocidos como The Godwinns. Después de estar dos años, el dúo había tenido el WWF Tag Team Championship en dos ocasiones. Fueron dirigidos por los managers Cletus Godwinn, Hillbilly Jim y Sunny.
En 1997, en un combate contra The Legion of Doom Canterbury sufrió una fractura en una vértebra del coxis cuando sus contrincantes realizaron el Doomsday Device. Los médicos dijeron que tardaría quince semanas en volver al ring, cosa que luego hizo en solitario en ocho. Luego, The Godwinns se convirtieron en Southern Justice, como guardaespaldas de Tennessee Lee. Un año más tarde Canterbury volvió a ser afectado por la lesión y debió ser operado, por lo que se retiró de la WWF, dejando a Knight sin compañero.
En 1999, Knight volvió bajo su verdadero nombre, y después de un tiempo fue secuestrado por The Acolytes y sufrió un lavado de cerebro (kayfabe) que le puso al servicio del Ministry of Darkness, adoptando un gimmick de adivino trastornado bajo el nombre de Mideon. Más adelante, el Ministry se enfeudó con Stone Cold Steve Austin, y Mideon comenzó a hacer equipo con Viscera. Knight ganó el European Championship tras encontrarlo en la bolsa de Shane McMahon. Cuando Undertaker se lesionó y el Ministry se deshizo, Mideon continuó unido con Viscera, usando licitaciones de Undertaker y el Ministry of Darkness, pero no de forma oficial. Apareció brevemente como imitador de Mankind y se asoció durante un tiempo con Ivory para combates en Heat.
En 2000 apareció con el nuevo gimmick de Naked Mideon, un personaje que iba sólo con botas y un tanga. Luchó contra William Regal en No Mercy 2000 por el WWF European Championship, pero no logró ganar. Siguió luchando bajo su viejo nombre de Tex Slazenger en dark matches, haciendo una intervención en un combate entre Kane y Chris Jericho, y fue finalmente liberado de su contrato.

### Post-WWF
Después de su carrera regresó a su casa en Tampa, Florida, y pasó el tiempo como entrenador en la escuela de wrestling de Steve Keirn's Pro Wrestling school. Luchó en algunos circuitos independientes, además de una gira por Europa.
Knight apareció en el evento de la Total Nonstop Action Wrestling TNA Destination X el 13 de marzo de 2005, durante el encuentro previsto entre Monty Brown y Trytan. En el transcurso del combate, se apagaron las luces y Trytan desapareció del ring. Cuando las luces se encendieron, Kinght, enmascarado, estaba en su lugar y rápidamente fue derrotado por Brown. TNA nunca reveló quién estaba bajo la máscara. En marzo de 2006, Knight luchó varios dark matches para la World Wrestling Entertainment con su propio nombre.

## Campeonatos y logros
- Championship Wrestling from Florida
  - CWF Tag Team Championship (1 vez) - con Jumbo Baretta
- Independent Professional Wrestling
  - IPW Hardcore Championship (1 vez)[2]
- Fighting Spirit Pro Wrestling
  - FSPW Hardcore Championship (1 vez)
- United States Wrestling Association
  - USWA Heavyweight Championship (2 times)
- World Wrestling Federation
  - WWF European Championship (1 vez)
  - WWF Tag Team Championship (2 veces) con Henry O. Godwinn
- Wrestling Observer Newsletter awards
  - Worst Tag Team (1996, 1997) con Henry O. Godwinn
  - Worst Tag Team (1999) con Viscera